# Миллер, Джеффри
Джеффри Миллер (англ. Geoffrey Miller; род. 1965, Цинциннати, Огайо) — американский эволюционный психолог.
Миллер окончил Колумбийский университет в 1987 году, где получил степень бакалавра по биологии и психологии. В 1992 году под руководством Роджера Шепарда получил степень доктора философии в области когнитивной психологии в Стэнфордском университете. С 2001 года работает в Университете Нью-Мексико, Альбукерке.
В 2008 году получил Шнобелевскую премию за работу, в которой показал, что танцовщицы получают больше чаевых в период овуляции.

## Эволюционная психология потребительства
В 2009 году вышла книга Миллера, в которой он изложил взгляд на потребительство с точки зрения эволюционной психологии. Миллер считает, что современная культура потребления является генетическим наследием со времен, когда люди жили в маленьких группах и социальный статус играл ключевую роль в репродукции и благополучии потомства. Маркетинг убедил людей, что наиболее эффективным методом выявления статуса является выбор продуктов потребления, а не более естественный способ — через коммуникацию.
Миллер утверждает, что маркетологи до сих пор используют упрощённую модель человеческого поведения и не обладают знаниями о достижениях в эволюционной психологии. В частности, маркетологи до сих пор убеждены, что премиальные продукты приобретаются для демонстрации статуса, богатства и вкуса, при этом игнорируются более существенные черты, которые люди показывают — доброта, ум, креативность.